# Lista de filmes perdidos (1910-14)
Esta é uma lista de filmes perdidos que foram lançados de 1910 até 1914.
| Ano  | Filme                                                 | Diretor                               | Elenco                                                                  | Notas | Ref           |
| ---- | ----------------------------------------------------- | ------------------------------------- | ----------------------------------------------------------------------- | --- | ------------- |
| 1910 | Il Trovatore                                          | Louis J. Gasnier, Ugo Falena          | Francesca Bertini, Gemma Farina, Alberto Vestri                         | Adaptação do estúdio Film d'Arte Italiana, da peça de Gutiérrez com música adaptada de Verdi. | [ 1 ] [ 2 ]   |
| 1910 | Jean and the Calico Doll                              | Laurence Trimble                      | Jean                                                                    | Helen Hayes afirmou em uma entrevista em 1931 que ela aparecia em dois filmes indeterminados de 1910 estrelando o cachorro da Vitagraph. | [ 3 ]         |
| 1911 | Back to the Soil                                      | Thomas H. Ince                        | King Baggot, Mary Pickford, Owen Moore                                  | Curta-metragem dramático. |               |
| 1911 | The Better Way                                        |                                       | King Baggot, Mary Pickford, Owen Moore                                  | Curta-metragem dramático. |               |
| 1911 | The Fisher-Maid                                       | Thomas H. Ince                        | Mary Pickford, Owen Moore                                               | Curta-metragem. |               |
| 1911 | For Her Brother's Sake                                | Thomas H. Ince                        | Mary Pickford, Owen Moore, Jack Pickford, Thomas H. Ince                | Curta-metragem de um rolo. |               |
| 1911 | For the Queen's Honor                                 | Thomas H. Ince                        | Mary Pickford, Owen Moore, King Baggot, George Loane Tucker, Isabel Rea | Curta-metragem. |               |
| 1911 | Her Darkest Hour                                      |                                       | Mary Pickford                                                           | Curta-metragem. |               |
| 1911 | His Dress Shirt                                       |                                       | Mary Pickford                                                           | Curta-metragem. |               |
| 1911 | The Immortal Alamo                                    | William F. Haddock                    | Francis Ford                                                            | Um dos primeiros filmes sobre a Batalha do Álamo, filmado no próprio Álamo. | [ 4 ]         |
| 1911 | Love Heeds Not the Showers                            | Owen Moore                            | Mary Pickford, Owen Moore                                               | Curta-metragem de um rolo. |               |
| 1911 | The Rose's Story                                      |                                       | Mary Pickford                                                           | Curta-metragem. |               |
| 1911 | Science                                               |                                       | Mary Pickford, King Baggot                                              | Curta-metragem. |               |
| 1911 | Second Sight                                          |                                       | Mary Pickford                                                           | Curta-metragem. |               |
| 1911 | The Sentinel Asleep                                   |                                       | Mary Pickford                                                           | Curta-metragem. |               |
| 1911 | The Toss of a Coin                                    | Thomas H. Ince                        | Mary Pickford, Irvin Willat, Ethel Grandin, Lottie Pickford             | Curta-metragem de um rolo. |               |
| 1912 | The Honor of the Family                               |                                       | Lon Chaney                                                              | Segundo alguns, filme de estreia de Chaney, embora não se tenha certeza. |               |
| 1912 | Honor Thy Father                                      |                                       | Mary Pickford, Owen Moore                                               | Curta-metragem de um rolo. |               |
| 1912 | Saved from the Titanic                                | Étienne Arnaud                        | Dorothy Gibson                                                          | Primeiro filme sobre o naufrágio do RMS Titanic. Gibson era mesmo sobrevivente do Titanic. | [ 5 ]         |
| 1913 | Adrienne Lecouvreur                                   | Louis Mercanton Henri Desfontaines    | Sarah Bernhardt                                                         | Curta-metragem de dois rolos. |               |
| 1913 | Almost an Actress                                     | Allen Curtis                          | Louise Fazenda                                                          | |               |
| 1913 | Back to Life                                          | Allan Dwan                            | Pauline Bush, J. Warren Kerrigan, William Worthington                   | Curta com 20 minutos, com Lon Chaney. |               |
| 1913 | The Battle of Gettysburg                              | Charles Giblyn, Thomas H. Ince        | Willard Mack, Charles K. French                                         | Foi noticiado que o filme teve exibição na França em 1973. Mack Sennett filmou Cohen Saves the Flag enquanto produzia Gettsyburg, secretamente capturando sequências da batalha de Ince para seu próprio filme sem nenhum custo. As filmagens indiretas sobreviveram.                                                                 |               |
| 1913 | Bloodhounds of the North                              | Allan Dwan                            | Murdock MacQuarrie, Pauline Bush, William Lloyd                         | Curta com 20 minutos com Lon Chaney. |               |
| 1913 | Caprice                                               | J. Searle Dawley                      | Mary Pickford, Owen Moore                                               | |               |
| 1913 | The Crisis                                            | W. J. Lincoln                         | Roy Redgrave, Godfrey Cass                                              | Melodrama australiano. |               |
| 1913 | An Elephant on His Hands                              | Al Christie                           | Eddie Lyons, Lee Moran, Ramona Langley                                  | Curta-metragem de um rolo. |               |
| 1913 | Evangeline                                            | Edward P. Sullivan, William Cavanaugh | Laura Lyman, John F. Carleton                                           | O primeiro longa metragem canadense. |               |
| 1913 | In the Bishop's Carriage                              | Edwin S. Porter, J. Searle Dawley     | Mary Pickford                                                           | |               |
| 1913 | Macbeth                                               | Arthur Bourchier                      | Arthur Bourchier, Violet Vanbrugh                                       | O International Museum of Photography and Film em George Eastman House pode ter uma cópia. |               |
| 1913 | Maria Marten, or the Mystery of the Red Barn          | Maurice Elvey                         | Nessie Blackford, Maurice Elvey                                         | Na lista BFI 75 Most Wanted. | [ 7 ]         |
| 1913 | Filme promocional da Kinemacolor de The New Henrietta |                                       | Douglas Fairbanks                                                       | The New Henrietta era uma adaptação (que estava em cartaz na época) da peça de muito sucesso do século 19 The Henrietta que tinha sido estrelada por William Henry Crane. A filmagem não era da peça, mas mostrando o elenco relaxando "em suas momentos sociais." Foi a primeira aparição na tela do futuro astro Douglas Fairbanks. | [ 8 ]         |
| 1913 | Red Margaret, Moonshiner                              | Allan Dwan                            | Pauline Bush, Murdock MacQuarrie                                        | Curta de dois rolos. |               |
| 1913 | The Restless Spirit                                   | Allan Dwan                            | J. Warren Kerrigan, Pauline Bush                                        | |               |
| 1913 | The Sea Urchin                                        | Edwin August                          | Jeanie Macpherson, Lon Chaney                                           | |               |
| 1913 | Shon the Piper                                        | Otis Turner                           | Robert Z. Leonard, Joseph Singleton, Lon Chaney                         | |               |
| 1913 | The Trap                                              | Edwin August                          | Murdock MacQuarrie, Pauline Bush, Cleo Madison, Lon Chaney              | Curta-metragem de um rolo. |               |
| 1913 | The Vampire                                           | Robert G. Vignola                     | Harry Millarde, Marguerite Courtot, Alice Hollister                     | Primeiro longa metragem britânico de horror. | [ 9 ]         |
| 1913 | The Werewolf                                          | Henry MacRae                          | Clarence Burton, Marie Walcamp                                          | Primeiro filme de lobisomem, foi destruído em um incêndio na Universal em 1924 na Costa Oeste. | [ 10 ] [ 11 ] |
| 1914 | The Birth of the Telephone                            | Allen Ramsey?                         | Thomas A. Watson como ele próprio                                       | Watson foi a pessoa que recebeu a primeira chamada de telefone, de Alexander Graham Bell. Os cilindros sonoros Kinetophone permanecem. |               |
| 1914 | A Celebrated Case                                     | George Melford?                       | Alice Joyce, Guy Coombs, Marguerite Courtot                             | | [ 12 ]        |
| 1914 | The Crucible                                          | Edwin Stanton Porter, Hugh Ford       | Marguerite Clark                                                        | Segunda aparição de Clark, baseada na peça de Mark Lee Luther. Relançada em 1919. |               |
| 1914 | Damaged Goods                                         | Thomas Ricketts                       | Richard Bennett                                                         | Bennett estrelou a peça da Broadway em 1913 Damaged Goods com Wilton Lackaye. |               |
| 1914 | The Escape                                            | D. W. Griffith                        | Donald Crisp                                                            | Raro filme mudo tratando de doenças venéreas, começado por Griffith como seu primeiro filme na Reliance-Majestic, mas lançado próximo ao último. |               |
| 1914 | Fighting Death                                        | Herbert Blaché                        | Rodman Law                                                              | Filme de ação estrelado pelo dublê Rodman Law. Filmado em Nova Iorque e Nova Jersey. |               |
| 1914 | Hearts Adrift                                         | Edwin Stanton Porter                  | Mary Pickford                                                           | Filme similar no tema ao romance de Henry De Vere Stacpoole, The Blue Lagoon. |               |
| 1914 | Her Friend the Bandit                                 | Charlie Chaplin                       | Charlie Chaplin, Mabel Normand                                          | O único filme perdido estrelado por Chaplin. Rumores que tinha sido achado na Argentina se provaram infundados. | [ 13 ]        |
| 1914 | The Higher Law                                        | Charles Giblyn                        | Murdock MacQuarrie, Pauline Bush                                        | |               |
| 1914 | The Hopes of Blind Alley                              | Allan Dwan                            | Murdock MacQuarrie, Pauline Bush, George Cooper                         | |               |
| 1914 | In the Clutches of the Gang                           | George Nichols, Mack Sennett          | Fatty Arbuckle                                                          | |               |
| 1914 | The Jungle                                            | George Irving, John H. Pratt          | George Nash, Gail Kane                                                  | A unica versão em filme do livro do mesmo nome do escritor Upton Sinclair. |               |
| 1914 | The Life of General Villa                             | Christy Cabanne                       | Pancho Villa                                                            | Filme sobre o revolucionário mexicano Pancho Villa, estrelando Villa como ele próprio. |               |
| 1914 | The Man Who Disappeared                               | Charles Brabin                        | Marc McDermott, Herbert Yost                                            | Seriado em dez partes. |               |
| 1914 | The Million Dollar Mystery                            | Howell Hansel                         |                                                                         | Seriado em 23 partes. |               |
| 1914 | A Night of Thrills                                    | Joe De Grasse                         | Lon Chaney, Pauline Bush                                                | |               |
| 1914 | The Old Cobbler                                       | Murdock MacQuarrie                    | Murdock MacQuarrie, Richard Rosson, Agnes Vernon                        | Este curta em dois rolos foi a estreia de MacQuarrie como diretor. |               |
| 1914 | The Siege and Fall of the Alamo                       | Ray Myers                             |                                                                         | Quatro fotos da produção e uma crítica estão na Biblioteca do Congresso. |               |
| 1914 | Sperduti nel buio                                     | Nino Martoglio                        | Giovanni Grasso, Virginia Balistrieri                                   | A única cópia conhecida deste filme foi roubada em Roma por soldados alemães durante a Segunda Guerra Mundial, e está presumidamente perdida. Nenhuma outra cópia foi achada desde então. |               |
| 1914 | A Study in Scarlet                                    | George Pearson                        | James Bragington                                                        | Primeiro adaptação em longa metragem da história de Sherlock Holmes, Um Estudo em Vermelho, está na lista BFI 75 Most Wanted de filmes perdidos. | [ 14 ]        |
| 1914 | Such a Little Queen                                   | Edwin S. Porter, Hugh Ford            | Mary Pickford                                                           | Baseado na peça de Channing Pollock. |               |
| 1914 | The Trey o' Hearts                                    | Wilfred Lucas, Henry MacRae           | Cleo Madison, George Larkin                                             | Seriado com 15 episódios. |               |
| 1914 | A Dog of Flanders                                     | Howell Hansel                         | Marguerite Snow, Justus D. Barnes                                       | Curta-metragem baseado no romance homônimo escrito por Ouida. | [ 15 ]        |